# 閻羅王

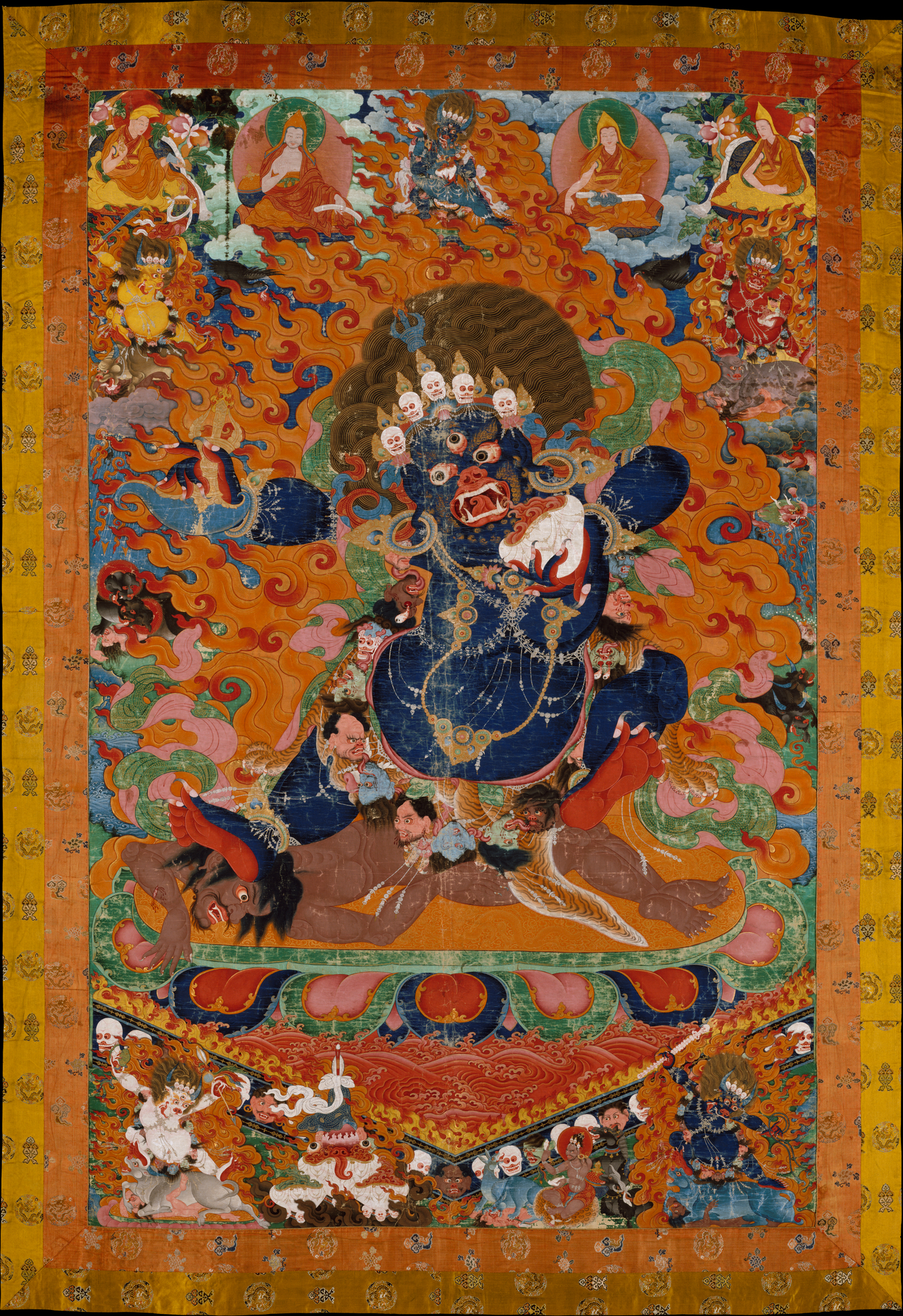
17世紀中葉至18世紀的西藏閻羅王畫像，收藏於美國紐約大都會藝術博物館。

阎罗王（IAST：Yamarāja），起源自印度教神祇閻魔羅闍（或譯閻摩、閻魔、閻魔大王），是地獄的君主，隨著佛教傳入中國，華人尊稱其為閻魔羅闍大王，簡稱閻羅王、閻王、閻君。羅闍即「王者」或「大王」之意。閻羅王信仰傳入漢字文化圈，成為中國、日本、朝鮮半島、越南的民俗信仰對象之一。
阎罗王之說，經由佛教传入中国，与中国本土宗教道教的信仰系统相互影响，演变出「十殿阎罗王」的傳說。阎王有「生死簿」，上面记录着每一个人的寿命长短；当某人生命已尽的时候，阎罗王就会派遣下属黑白无常或者牛頭馬面，去把人的魂魄押解到阴曹地府接受审判。人死后要去阴间报到，接受十殿的审判。阎罗王的判决取决于此人生前行事的善恶：生前积德行善立功的人，阎罗王会让他升到天堂成為神仙，或者给他一个幸福的来世；生前行凶作恶的人，阎罗王会让他下地狱，接受各种惩罚，或给他安排一个惡劣的来世。这是因果报应、抑恶扬善等民间信仰在“阎罗王”观念上的体现。

## 印度的起源
在印度神話中，閻魔羅闍（或譯閻摩、閻魔、閻魔大王），為太陽神蘇利耶之子，原來是第一個死者，他自願死亡，為的是讓人類找到到達天界的道路，因此自己進入天界，成為亡者之主，負責引導亡者到達快樂的天堂。在稍後的傳說中，他由天界被移到地底世界，成為地獄之王。

## 佛教的阎罗王
佛教在古印度兴起后，采用了很多婆罗门教的元素，婆罗门敬奉的閻魔羅闍也被佛教吸收，漢譯為閻羅王。但佛教認為閻羅王是地獄中的鬼神，亦受地獄之苦報。《起世經》記載閻羅王受地獄之苦，因此發願受人身，能在未來於佛法中得到解脫，由於發出此善念而不復受地獄之苦。閻羅王的职责是统领地獄，教誡已投生至地獄的罪人并令地獄鬼卒加以懲罰。
與民間信仰不同的是，按照佛教的說法，投胎不會經過閻王審判，而是隨過去所造善惡業，於死後受報投生，在佛教中投生至地獄才會受閻王教誡和治罪。
而在藏传佛教中，则称为「阎罗法王」、「閻羅王護法」、「牛頭閻羅明王」等，是佛教的护法，形象非常地勇武可怕。

### 漢傳佛教傳說

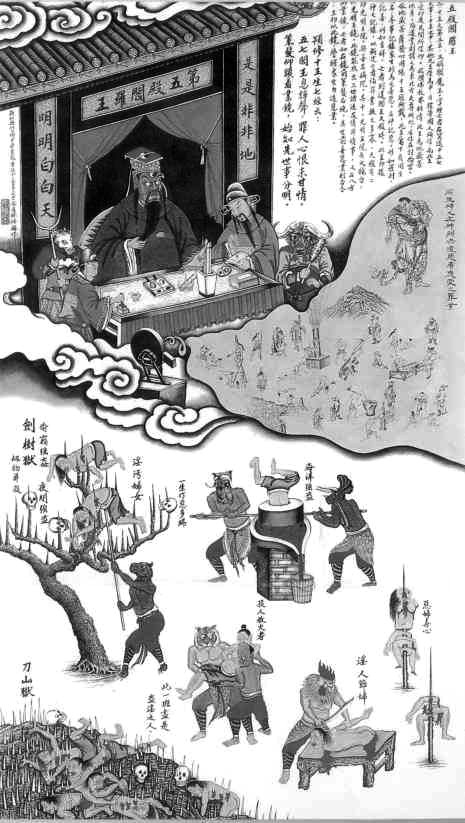
中國古書中關於第五殿閻羅王的想像畫（畫中閻王將有罪孽的靈魂處刑）

在漢傳佛教中，阎罗王被奉為十二天，二十諸天與二十四諸天之一的護法神，而祂的神像通常被摆在寺庙的大雄殿里。阎罗王的信仰也有很多各自不同但互相联系的说法，如“平等王”、“双王”等等。
- 平等王：中国古代的僧人翻译佛经，有时也把阎罗王意译為“平等王”，[7]意思是认为阎罗王可以赏善罚恶，处事公正，待人平等。[來源請求]后来，“平等”的说法和“因果报应”的说法结合起来，成为中国古代最有影响的民间信仰之一。
- 双王：在梵语中，閻摩的又译“双王”，这点历来有两种解释：其一，据说是因为阎罗王在地狱身受苦、乐两种滋味，所以称为“双王”。其二，据说是因为阎罗王有兄妹俩人，共同管理地狱的死神和死者，兄长专门惩治男鬼，妹妹专门惩治女鬼，因此也称为“双王”。[8]

## 東亞民间信仰中的阎罗王
古中国原本没有关于阎罗王的观念，佛教从古印度传入中国后，阎罗王作为地狱主神的信仰，之後才开始在中国流行起来。佛教创立后，沿用了阎罗王的观念，认为阎罗王是管理地狱的王。中國佛教逐漸進化，唐代以後，為了適應中國人對地府的重視，在佛教中原本的阎罗王只有一位，逐渐漸变成十位，就是“十殿閻羅”，俗稱「十殿閻君」，成為中國佛教信仰、道教信仰。

## 造像
- 藏传佛教中的阎罗王护法，收藏於美國芝加哥菲爾德自然史博物館。
- 騎著水牛的閻魔，畫於十七世紀的南印度，現收藏於大英博物館。
- 日本京都成相寺的阎魔像。

## 相關資料
1. 马书田，《中国冥界诸神》，团结出版社，2002。ISBN 978-7-80061-651-8。
2. 马书田，《中国民间诸神》，团结出版社，2002。ISBN 978-7-80061-488-0。
3. 马书田，《中国佛教诸神》，团结出版社，2002。ISBN 978-7-80061-777-5。